# Trogon (geslacht)
Trogon is een geslacht van vogels uit de familie van de Trogonidae. De wetenschappelijke naam van het geslacht is voor het eerst geldig gepubliceerd in 1760 door Brisson.

## Soorten
De volgende 23 soorten zijn bij het geslacht ingedeeld:
- Trogon bairdii – Bairds trogon
- Trogon caligatus – Goulds trogon
- Trogon chionurus – Witstaarttrogon
- Trogon chrysochloros  – Atlantische zwartkeeltrogon
- Trogon citreolus – Grijskoptrogon
- Trogon clathratus – Rasterstaarttrogon
- Trogon collaris – Gekraagde trogon
- Trogon comptus – Blauwstaarttrogon
- Trogon cupreicauda  – Chocózwartkeeltrogon
- Trogon curucui – Blauwkruintrogon
- Trogon elegans – Koperstaarttrogon
- Trogon massena – Massena's trogon
- Trogon melanurus – Zwartstaarttrogon
- Trogon melanocephalus – Zwartkoptrogon
- Trogon mesurus – Ecuadoraanse trogon
- Trogon mexicanus – Mexicaanse trogon
- Trogon personatus – Maskertrogon
- Trogon ramonianus – Amazonetrogon
- Trogon rufus  – Amazonezwartkeeltrogon
- Trogon surrucura – Surucuátrogon
- Trogon tenellus  – Noordelijke zwartkeeltrogon
- Trogon violaceus – Guyanatrogon
- Trogon viridis – Groenrugtrogon